# マリア・クリスティーナ・ムニョス

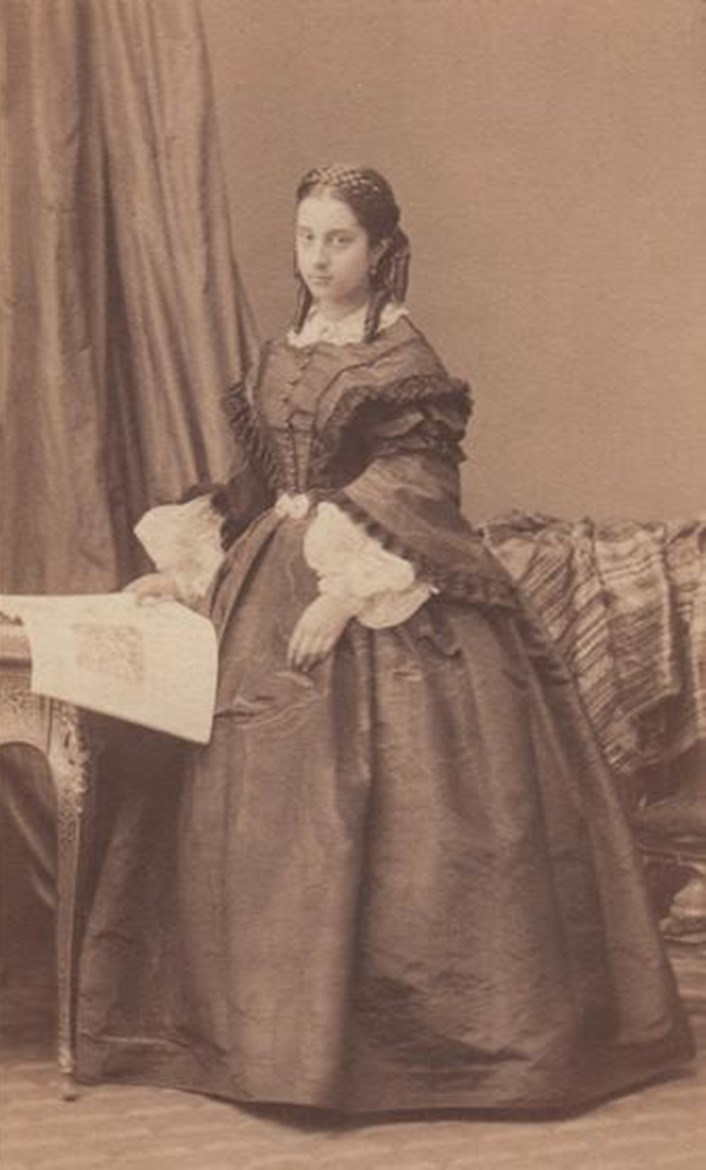
ラ・イサベラ女侯爵クリスティーナ、1860年頃

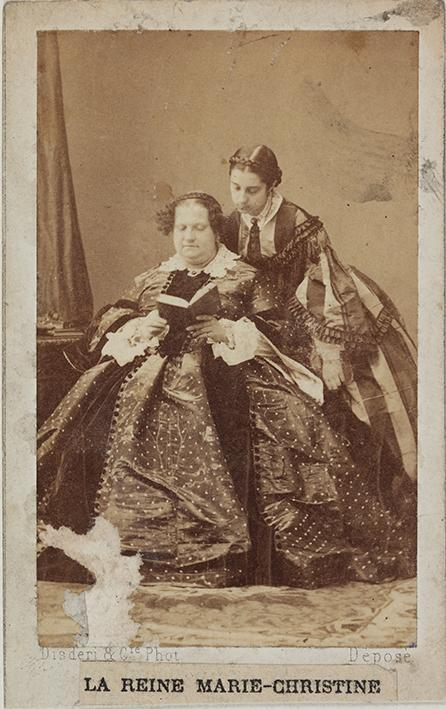
クリスティーナと母王太后

マリア・クリスティーナ・ムニョス・イ・ボルボン（María Cristina Muñoz y Borbón, 1840年4月19日 マドリード - 1921年12月8日 マドリード）は、スペインの貴族。初代ラ・イサベラ女侯爵。スペイン女王イサベル2世の異父妹。

## 生涯
イサベル女王の摂政・母后マリア・クリスティーナ王太后とその再婚相手アグスティン・フェルナンド・ムニョスの間の第5子・三女としてマドリード王宮で誕生。1847年姉イサベル女王により初代ラ・イサベラ女侯爵及び初代ラ・デエシージャ女子爵に叙爵された。
1860年10月20日、リュエイユ＝マルメゾンで第8代カンポ・サグラド侯爵ホセ・マリア・ベルナルド・デ・キーロス・イ・ゴンサレス・デ・シエンフエゴスと結婚、間に3子をもうけた。
- マリア・デ・ロス・デサンパラードス（1864年 - 1951年） - 初代サンタ・クリスティーナ女侯爵、1887年第3代カーサリエゴ侯爵アレハンドロ・トラベセド・イ・フェルナンデス＝カーサリエゴと結婚
- アナ・ヘルマーナ・ベルナルド・デ・キーロス（スペイン語版）（1866年 - 1934年） - 初代アタルフェ女侯爵、1886年初代アンソラ公爵ルイス・デ・ヘスス・デ・ボルボン（スペイン語版）と結婚
- ヘスス・マリア・ベルナルド・デ・キーロス（スペイン語版）（1871年 - 1939年） - 初代キーロス侯爵、第9代カンポ・サグラド侯爵

なお、翌1861年には兄のタランコン公爵フェルナンドが、夫の姉妹と結婚している。夫は外交官となり、ロシア、トルコ、ギリシャ駐在特命全権公使を歴任した。
1921年、マドリード王宮にほど近いトゥトル通りの邸宅で死去。
スペイン教育・文化・スポーツ相を務めた政治家イニゴ・メンデス・デ・ビーゴは玄孫、スペイン・ブランド化戦略（マルカ・エスパーニャ）担当高等弁務官を務めた実業家カルロス・エスピノサ・デ・ロス・モンテロスは曽孫にあたる。

## 引用・脚注
1. 1 2 3  “La Vida del Gran Mundo. La marquesa de Isabela y de campo Sagrado”. La Acción (Madrid):  2. (21 December 1921). ISSN 2171-5181.
2. 1 2 3  “Muerte de una dama ilustre. La marquesa de Isabela y Campo Sagrado”. La Época (Madrid). (20 December 1921). ISSN 2254-559X.
3. ↑  Conde de Borrajeiros (1987). “La sanción morganática. Su pasado, su presente, su futuro”. Hidalguía (202–203):  735. ISSN 0018-1285.
4. ↑  Guía diplomática de España 1887, p. 373; Óscar Javier Sánchez Sanz, Diplomacia y política exterior de España: 1890-1914 (tesis doctoral, UCM, Madrid, 2004), pp. 148-149 y 151.